# Allopachria miaowangi
Allopachria miaowangi är en skalbaggsart som beskrevs av Wewalka 2010. Allopachria miaowangi ingår i släktet Allopachria och familjen dykare. Inga underarter finns listade i Catalogue of Life.